# Verladestation Dannenberg

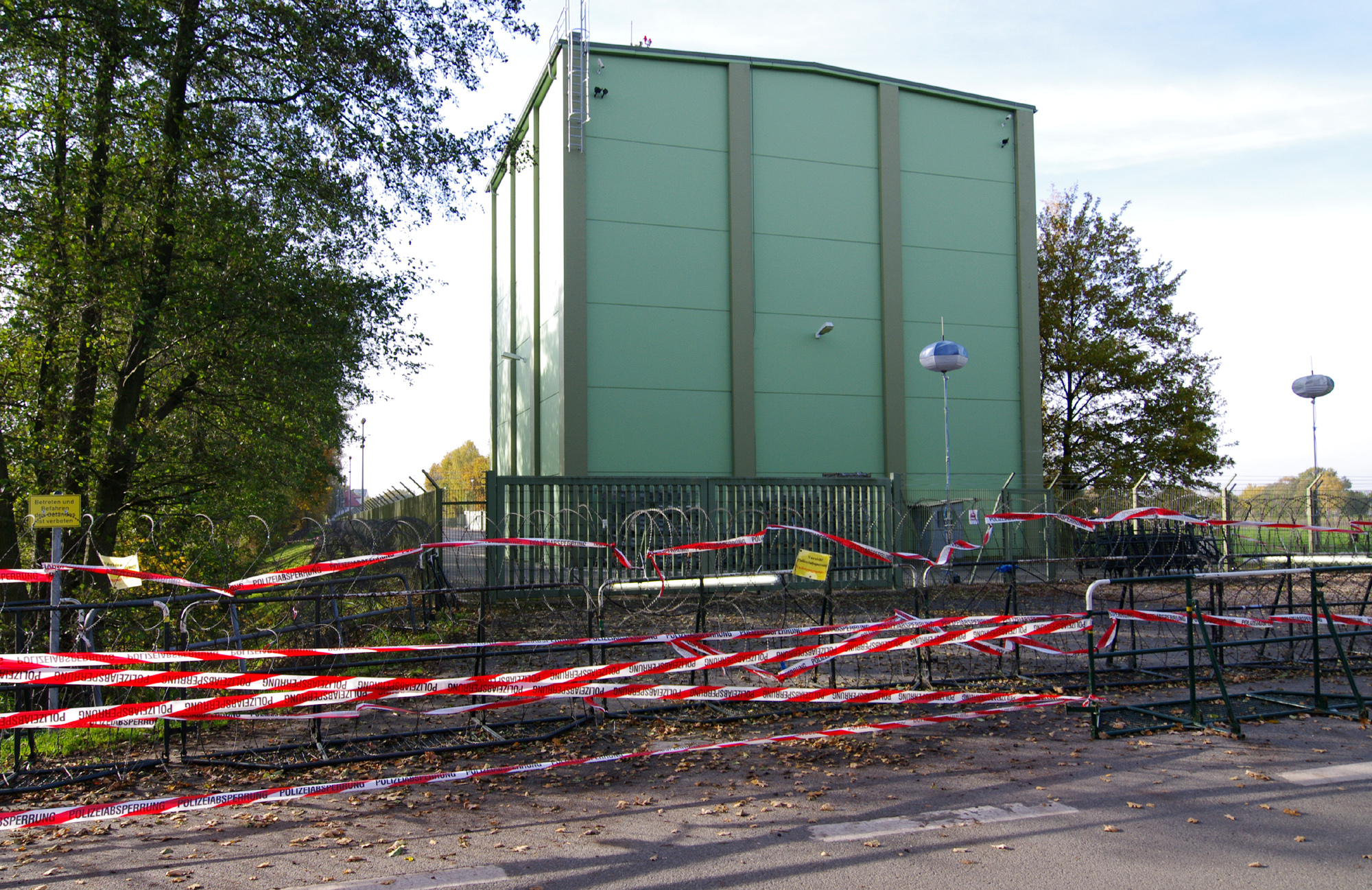
Verladestation Dannenberg, Rückseite

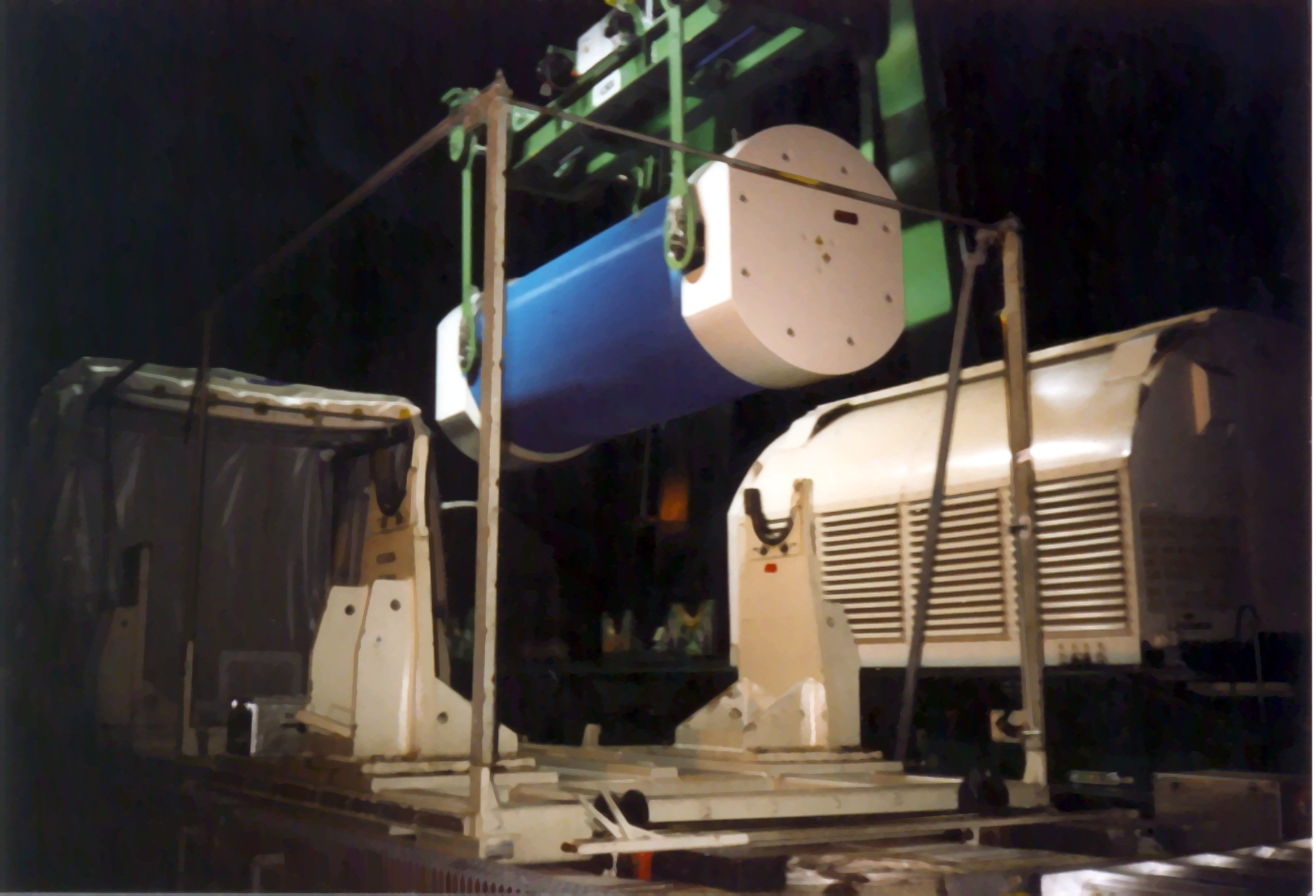
Verladung 2001

Die Verladestation Dannenberg ist eine Verladestation für die Beförderung von radioaktivem Abfall im Bahnhof Dannenberg Ost bei Dannenberg im Landkreis Lüchow-Dannenberg. Die Anlage befindet sich etwa einen Kilometer östlich der Bahnsteige des Bahnhofs und kann von Lüneburg aus über die Bahnstrecke Wittenberge–Buchholz erreicht werden. Östlich von Dannenberg wurde die Strecke nach der deutschen Teilung stillgelegt.
In der Halle befindet sich ein Portalkran, mit dem Transportbehälter (z. B. Castor-Behälter) von speziellen Eisenbahngüterwagen auf Lastkraftwagen umgeladen werden. Die Umladung muss ab Windstärke sieben eingestellt werden. Zu deren Überwachung ist ein Windmesser vorhanden.
Von der Verladestation fahren die Tieflader bis zum Brennelemente-Zwischenlager Gorleben noch etwa 20 Kilometer südöstlich über Landstraßen und durch Dörfer. Die Nordroute der Transporte führt über Quickborn, Kacherien, Langendorf, Grippel, Pretzetze und Laase nach Gorleben, die Südroute von Dannenberg über Splietau, Gusborn, Grippel, Pretzetze und Laase nach Gorleben.
Seit Dezember 2014 hat der Betreiber Erixx den Personenverkehr zwischen Lüneburg und Dannenberg Ost übernommen. Bis Dezember 2014 wurden nachts die Triebwagen der Deutschen Bahn AG (Baureihe 628) ca. 50 Meter am Bahnsteig abgestellt. Erixx stellt die Triebwagen nachts in der Verladestation ab. Nach Ankunft des letzten Zuges in Dannenberg Ost um 21.48 Uhr setzt der Triebwagen zunächst von Gleis 1 nach Gleis 2 um, abschließend wird bis zur Verladestation rangiert. Der erste Zug verlässt Dannenberg um 6.11 Uhr, der Triebwagen wird ca. 30 Minuten vorher aus der Verladestation in den Personenbahnhof rangiert.